# Bang Hyo-mun
Bang Hyo-mun (방효문?; 8 settembre 1965) è un ex sollevatore sudcoreano che ha gareggiato nella categoria dei pesi mosca.

## Carriera
Ha partecipato ai Giochi olimpici di Los Angeles nel 1984, valevoli anche come campionati mondiali, classificandosi al 6º posto.